# Martes
Martes Pinel, 1792 è un genere di mammiferi carnivori appartenente alla famiglia dei Mustelidi. È uno dei nove generi che compongono la sottofamiglia Mustelinae. Comprende la faina, la martora, lo zibellino e diverse altre specie.

## Descrizione
Sono animali snelli ed agili, adattati ad una vita sugli alberi, che vivono nelle foreste di conifere e in quelle decidue settentrionali attraverso tutto l'emisfero boreale. Hanno code folte e piante delle zampe larghe, con artigli parzialmente retrattili. Il pelo varia dal giallastro al bruno scuro, a seconda della specie, e, in molti casi, è molto ricercato dai cacciatori di pellicce. La loro dieta può comprendere piccoli mammiferi (come scoiattoli, topi e conigli), uccelli, loro nidiacei e uova, rettili, anfibi, insetti, ma possono nutrirsi anche di frutta e semi, quando sono facilmente disponibili.

## Biologia
Sono animali solitari che si incontrano solamente per accoppiarsi in tarda primavera o agli inizi dell'estate. Le nidiate, che comprendono fino a cinque piccoli ciechi e quasi glabri, nascono agli inizi della primavera. Questi sono svezzati dopo circa due mesi e lasciano la madre per vivere da soli a circa tre o quattro mesi di età.

## Tassonomia
Le specie tradizionalmente assegnate al genere Martes sono:
- Martes americana – martora americana 
  - Martes americana atrata – martora dei pini di Terranova
- Martes flavigula – martora dalla gola gialla
- Martes foina – faina
- Martes gwatkinsii – martora del Nilgiri
- Martes martes – martora eurasiatica
- Martes melampus – martora giapponese
- Martes pennanti – martora di Pennant
- Martes zibellina – zibellino

Secondo recenti ricerche sul DNA il genere Martes risulterebbe polifiletico; sulla base di questi studi genetici è stato proposto da alcuni tassonomi di porre le specie Martes pennanti e Martes americana al di fuori del genere Martes, per costituire, insieme ai generi Eira e Gulo, un nuovo clade del Nuovo Mondo.

## Etimologia
La parola «marten» è di origine germanica. L'inglese moderno «marten» proviene dall'inglese medio «martryn», a sua volta derivato dall'anglo-francese «martrine» e dal francese antico «martre».
La parola indicante la martora in sloveno, così come in croato, è kuna; questo termine fu adottato come nome della moneta nazionale della Croazia prima dell'adesione all'euro, avvenuta il 1º gennaio 2023. La denominazione kuna ricordava come la pelle o pelliccia dell'animale fosse anticamente utilizzata come mezzo di pagamento. La raffigurazione di una martora è presente sulle monete croate da un euro.